# Phare de l'île aux Moutons
Le phare de l'île aux Moutons a été construit en 1879 sur une petite île du nord de l'archipel des Glénan au large de Concarneau, à 7,5km au sud de la pointe de Mousterlin, entre Bénodet et les îles Glénan. C'est un phare de 3e ordre, destiné au jalonnement des côtes et des récifs des Glénan, notamment du plateau de Trévarez à l'ouest de l'île. C'est une tour carrée blanche, accolée au pignon d'un logis. 

## Construction
Au XIXe siècle, l'activité de la pêche et celle du commerce se développent dans l'archipel. Le trafic local devient important. Sur l'île aux Moutons — autrement nommée Moalez ou Moal Enez, ce qui signifie « l'île Chauve » en breton — la construction d'un phare, confiée à l'entreprise concarnoise Martineau, débute en 1877 et se termine en 1879. La tour est allumée en 1879. Les plans reprennent le schéma classique d'une maison phare : une tour carrée de 17 mètres, surmontée d'une lanterne et flanquée d'un corps de logis. Cette maison est équipée d'une cuisine, d'une salle à manger et de quatre chambres dont une réservée à l'ingénieur. 

## Exploitation
Les premiers gardiens s'installent sur l'île de Moalez en 1879 et font part très vite de son climat qui, malgré la distance avec la côte était agréable. La houle y est faible, amoindrie par les récifs avoisinants et la présence de sols poreux et de végétation sur l'ile permet d'y élever des animaux.

La maison-phare accueille de nombreuses familles durant sa période de gardiennage dont la famille Quéméré; Marie, Louis et leurs 10 enfants qui y résident pendant 26 ans, de 1905 à 1931. Ils décrivent la bâtisse:
"Le bâtiment est posé sur cave. Au rez-de-chaussée la chambre de l'ingénieur, sa salle à manger. Pour les gardiens une grande cuisine, une arrière-cuisine, un local remise où l'on gardait le lait au frais et la crème pour baratter. En haut trois chambres. On y accède, en chaussons uniquement. Un phare, en général, c'est un miroir de bas en haut. A l'extérieur, une citerne et un local isolé pour la réserve de pétrole."

- Parole rapportée de Marie Quérémé.
Le ravitaillement se faisait toutes les semaines, sauf pendant la première guerre mondiale, ou ils se faisaient plus rare. Les gardiens du phare n'en étaient pas dépendant et avaient mis à contribution les 6 hectares de terre ainsi que les récifs riches en poissons et crustacés des Glénan.
Le phare est automatisé à partir de 1983 et d'abord télécontrôlé depuis Concarneau avant d'être connecté à la station de contrôle du phare du Créac’h à Ouessant. Il n'est pas gardienné et ne se visite pas.